# Pontcysyllte-aquaduct
Het Pontcysyllte-aquaduct (Welsh: Traphont Ddŵr Pontcysyllte, Engels: Pontcysyllte Aqueduct) is een in 1805 afgewerkt aquaduct of kanaalbrug. Het is de overbrugging van de vallei van de rivier Dee voor het Llangollen Canal tussen de dorpen Trevor en Froncysyllte. Het kanaal en de brug liggen in het noordoosten van Wales, in de county borough van Wrexham. Het Pontcysyllte-aquaduct en kanaal werd bij de sessie van 2009 toegevoegd aan het UNESCO-werelderfgoed.
Het aquaduct is 307 meter lang, 3,4 meter breed, 1,6 meter diep en op het laagste punt in de vallei 38 meter hoog. Het werd ontworpen door de architect Thomas Telford. De bouw werd geleid door Telford en William Jessop. Van planning tot opening (op 26 november 1805) liep een periode van 10 jaar. De totale bouwkost toen was 47.000 pond.
Er zijn 19 natuurstenen pijlers waarvan vier in het water van de rivier Dee. Van deze laatste vier is de voet verzwaard ter bescherming tegen het langsstromende water. De onderste delen van de pijlers zijn massief, maar de bovenste helften hebben intern open ruimten om het gewicht van de constructie te verminderen. Er zijn 18 gietijzeren bakken, de dikte van de platen is 25 millimeter en de lengte is 16 meter. De bakken rusten op vier gietijzeren boogspanten en alleen de buitenste twee zijn bekleed met plaat om het aanzicht esthetisch te vervolmaken. Het is het hoogste en langste aquaduct van het Verenigd Koninkrijk.
Het jaagpad is zijdelings aan de bak bevestigd zodat de verplaatsing van water bij doortocht van de boten onder het jaagpad de wrijving voor de boten vermindert. Het bevindt zich aan de oostzijde. Aan deze zijde bevindt zich ook een reling. De reling aan de waterzijde werd nooit afgewerkt zodat, aangezien het wateroppervlak tot 15 centimeter van de rand van de kanaalbak komt, de bemanning van de boot niet beschermd is.
In het midden van de kanaalbrug, en boven de rivier Dee bevindt zich een afsluitplug waarmee het water, na afsluiting van de waterweg aan weerszijden van de brug kan verwijderd worden voor onderhoud. Het water stroomt dan door de plug en valt 38 meter lager in de rivier.

## Foto's

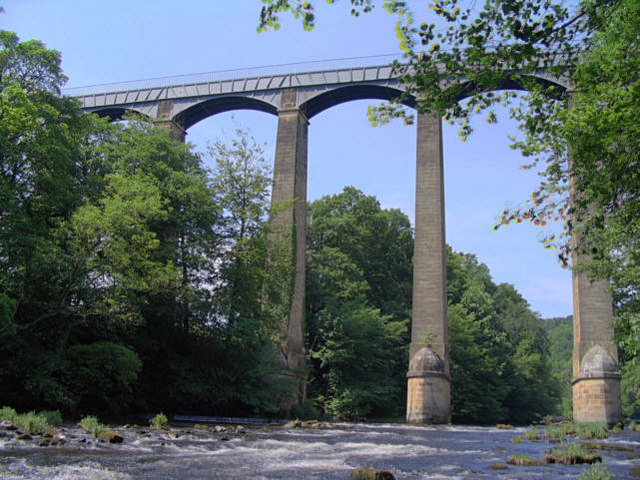
Zicht op het aquaduct en de Dee
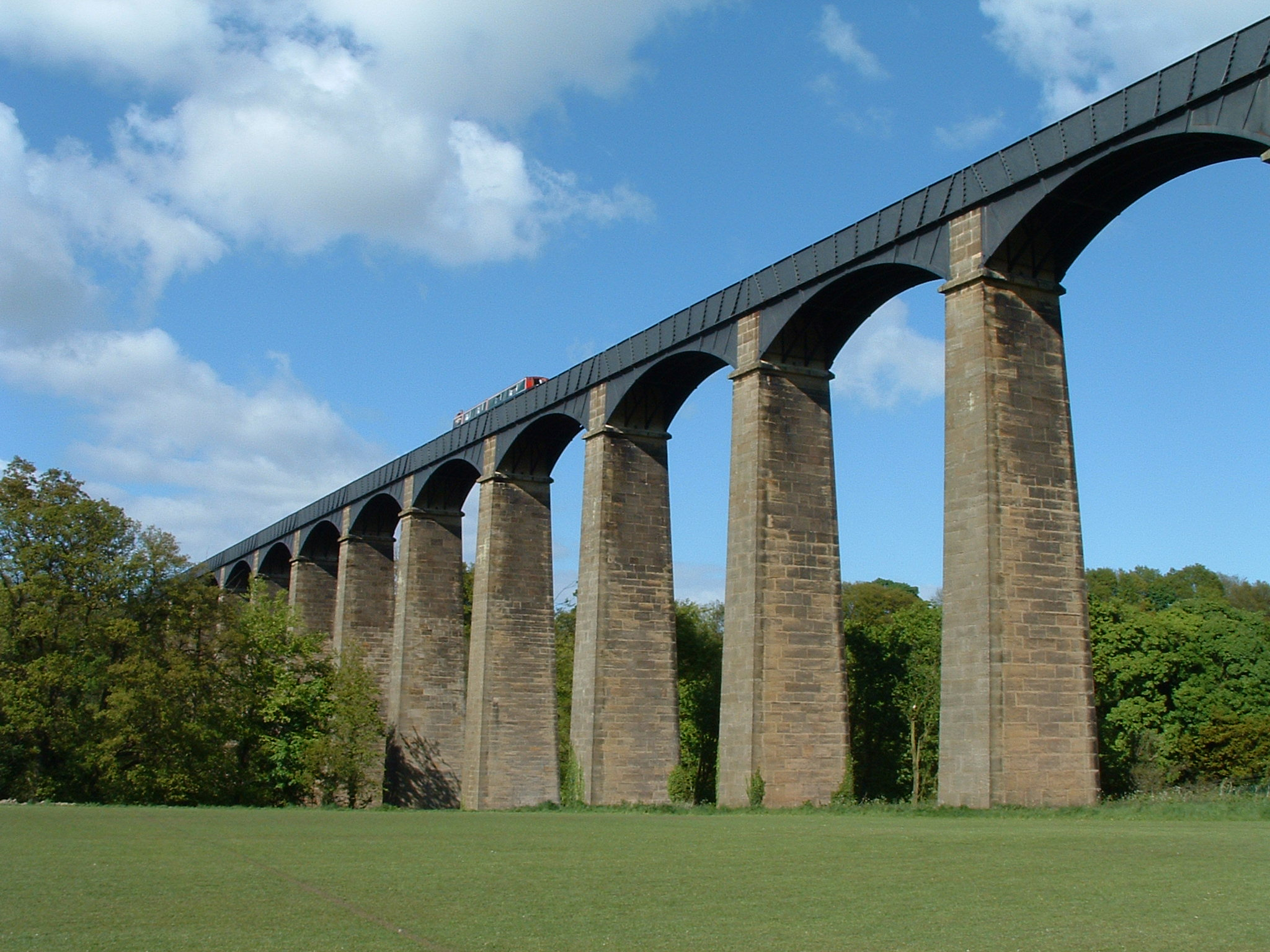
Zicht van onderen
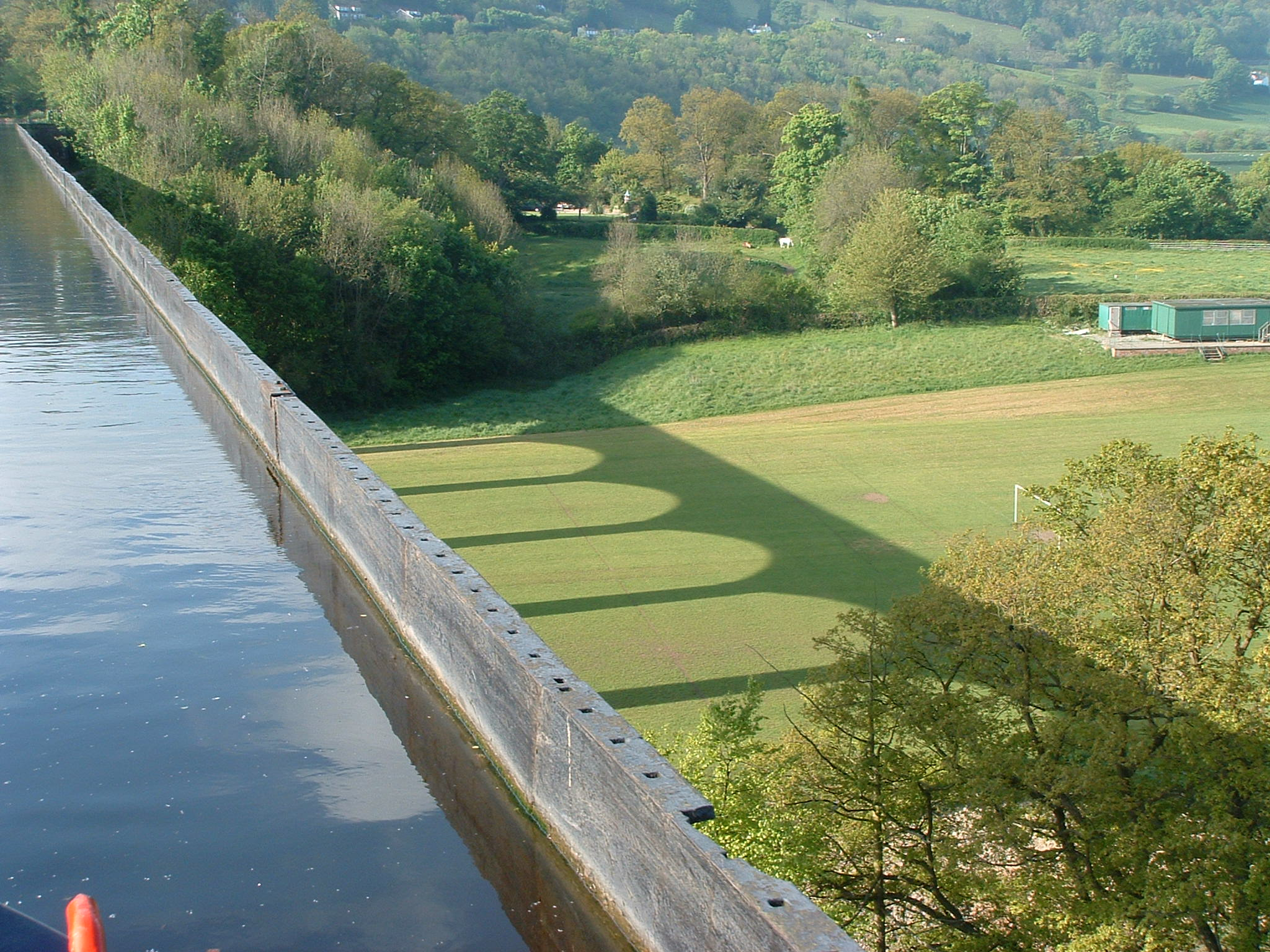
Zicht van boven